# Verena Mehnert
Verena Mehnert (* 1980 in Berlin) ist eine deutsche Synchronsprecherin und Hörfunkmoderatorin.

## Leben
Verena Mehnert nahm von 1997 bis 2001 Schauspielunterricht bei Eike Steinmetz und Heidelotte Diehl. Zwischen 2003 und 2005 ließ sie sich von Anne-Kathrin Berger in Sprecherziehung ausbilden, sie absolvierte ein Kameratraining bei der Coaching Company in ihrer Geburtsstadt und erhielt durch Margit Seifert-Ebeling eine klassische Gesangsausbildung. Als Schauspielerin wirkte Mehnert unter anderem am Berliner Hansa-Theater.
Seit Mitte der 2000er-Jahre ist Verena Mehnert eine vielbeschäftigte Synchronsprecherin, unter anderem synchronisierte sie die australische Schauspielerin Stef Dawson in drei Teilen der Tribute von Panem, Cathy Shim in The Watch – Nachbarn der 3. Art oder Marie Kremer in Der Oberst und ich. Darüber hinaus lieh sie verschiedenen Kolleginnen in diversen Folgen der US-amerikanischen Krimiserie CSI: NY ihre Stimme. 
Mehnert war und ist bei diversen privaten Berliner Hörfunksendern beschäftigt, neben anderen bei Jam FM, 98.8 Kiss FM oder Energy Berlin, außerdem arbeitet sie in der Werbung.
Verena Mehnert lebt in Berlin.

## Synchronrollen (Auswahl)

### Filme
- 2006: Marie Kremer als Therese in Der Oberst und ich
- 2011: Heather Graham als Casey Becker in "Stab" in Scream 4
- 2012: Katie Boland als junge Frau in The Master
- 2012: Lindsay Sloane als Ellie in Darling Companion – Ein Hund fürs Leben
- 2012: Cathy Shim als Asiatische Hausfrau in The Watch – Nachbarn der 3. Art
- 2012: Caitlin Gerard als Kim in Magic Mike
- 2013: Stef Dawson als Annie Cresta in Die Tribute von Panem – Catching Fire
- 2014: Stef Dawson als Annie Cresta in Die Tribute von Panem – Mockingjay Teil 1
- 2014: Fan Bingbing als Clarice Ferguson/ Blink in X-Men: Zukunft ist Vergangenheit
- 2015: Stef Dawson als Annie Cresta in Die Tribute von Panem – Mockingjay Teil 2

### Serien
- 2007: Amber Borycki als Jessica Birch in Kyle XY
- 2010: Juliana Dever als Jenny Duffy-O'Malley in Castle
- 2011: Tiffany Dupont als Hayley Montgommery in CSI: NY
- 2012: Jackie Geary als Maggie McGee in Rizzoli & Isles
- 2013: Tiffany Dupont als Lori Fisher in The Glades